# Pákozdi csata (1593)
Az 1593-as pákozdi csata a török elleni magyar hadjárat egyik fontos ütközete volt a Habsburg Birodalom és az Oszmán Birodalom között. A csata a mai Fejér vármegye területén, Pákozdon zajlott le. Az oszmán-török hadsereg főparancsnoka, Szinán pasa, nagyvezír mintegy 25 000 fős sereggel vonult át a Duna-Tisza közén. Az ellene álló, mintegy 18 000 fős magyar sereg főparancsnoka, Nádasdy Ferenc, aki a híres „vitéz hadak” egyik vezetője volt, Pákozdnál állította meg a török előrenyomulást.

## Szerepe a történelemben
Az 1593-as pákozdi csata fontos szerepet játszott a magyar történelemben, hiszen az „iskolapéldája” lett annak, hogy összefogással legyőzhető az erősebbnek tűnő ellenség is. A csata kezdetén a török csapatok előnyben voltak, de végül a magyaroknak sikerült visszaverniük őket. A török veszteségek nagyon magasak voltak, Szinán pasa maga is elesett a csata során. Ez a magyar győzelem is szerepet játszott abban, hogy az Oszmán Birodalom nem tudta végleg elfoglalni a Duna-Tisza közét, és Magyarország egy része továbbra is a Habsburg Birodalom uralma alatt maradt.